# Имре Херман
Имре Херман (на унгарски: Hermann Imre) е унгарски невролог и психоаналитик, пионер в психоанализата.

## Биография
Роден е на 13 ноември 1899 година в Будапеща, Унгария. Получава медицинска степен през 1913 г. Докато е студент започва да се интересува от експериментална психология. В течение на четири години е войник в астро-унгарската армия през Първата световна война. По време на Революцията от 1918 – 1919 г. той е асистент на Геза Ревеш във Факултета по психология на Будапещенския университет. Там среща бъдещата си жена Алис Цинер (1895 – 1975), която също става психоаналитик.
Започва аналитичната си практика през 1919 г. Без да взима под внимание обсадата на Будапеща по време на Германската окупация, той продължава психоаналитичната си практика без прекъсване до последните месеци от живота си. Докато е студент посещава лекции на Шандор Ференци и последният лично го кани да се присъедини към обществото.
Херман е член на Унгарското психоаналитично общество и Международната психоаналитична асоциация от 1921 г.; секретар на Унгарското психоаналитично общество от 1925 г., вицепрезидент между 1936 – 1944 г. и президент между 1945 – 1949 г.
Умира на 22 февруари 1984 година в Будапеща на 84-годишна възраст.